# Самоське князівство
Самоське князівство (грец. Ηγεμονία της Σάμου) — держава на острові Самос в 1834—1912 роках, що мала автономний статус у складі Османської імперії. Утворилася завдяки втручанню Російської імперії, Франції та Великої Британії. У 1912 році під час Першої балканської війни увійшла до складу Грецького королівства.

## Історія

### Передумови
Разом з розгортанням Грецької революції за незалежність 18 квітня 1821 року під керівництвом Константіноса Лачанаса почалося повстання проти османського панування. Того ж року створено тимчасовий уряд на чолі із Лікургосом Логотетісом. на чолі держави став генерал-губернатор (Γενικός Διοικητής), якому допомагали 3 політичних судді (Πολιτικοί Κριτές), що обиралися Генеральною Асамблеєю. Проте уряд Грецької Республіки відмовився визнати таку адміністрацію, призначивши 1822 року на чолі Самоса Кіріакаса Мораліса. Це призвело до короткої громадянської війни на острові, де виграли прихильники місцевої системи.

### Утворення
У 1821, 1824 та 1826 роках були відбито спроби османських військ захопити Самос. За винятком короткого періоду 1828—1830 років під час губернаторства Іоанна Каподістрія, коли Самос був частиною провінції Східних Спорад, острів зберігав автономну політичну систему у складі Греції.
У 1832 році Самос не увійшов до складу королівства Греція, замість цього під наглядом Росії, Франції та Британії повернувся до складу Османської імперії як автономія зі статусом виборної монархії. Адміністративний центром стало місто Ваті (Самос). Князівство було зобов'язане виплачувати Османської імперії щорічну данину в розмірі 300 тис. піастрів. При цьому Самос не мав право на зовнішню політику без згоди османського султана.

### Розвиток
З самого початку почалася боротьба між прогрецькими та проосманськими урядовцями. Останні не підтримували османську імперію, проте бажали у випадку подальшої занепаду останнього утворити самостійну державу. Водночас здійснювалися спроби розвивати економіку та інфраструктуру за європейським зразком. Запроваджена власну освітню систему, що охоплювала 1 гімназію, 3 схолархій, 9 жіночих і 35 чоловічих училищ. Була утворена князівська жандармерія, що підтримувала правопорядок. для кращого зв'язку розбудовано телеграфну мережу, яка зв'язала усі міста острова. Також у 1878 році князівство Самос почало випускати власні поштові марки. Їх друк припинено лише у 1915 році (але з 1912 року виходили з позначкою Греція).
У 1850 році у місті Ваті розташовано османську залогу. У 1899 році запроваджено прямі вибори до Генеральної асамблеї. Проте у 1908 році відбулася виборча реформа, згідно з якою депутатів стали обирати непрямим голосуванням, також встановлював майновий ценз.
У 1908 році у зв'язку з посилення прогрецької пропаганди в травні 1908 року князь Андреас Копасіс попросив втручання османських військ. Надії континентальних греків скористатися розгардіяшем в імперії внаслідок Молодотурецької революції виявилися марними: князівство Самос не увійшло до королівства Греція.
У 1912 році з початком Першої Балканської війни грецькі війська на чолі із Фемістоклісом Сифулісом висадилися на острові. 11 і 24 листопада 1912 року парламент Греції та сенат Самосу ухвалили рішення про входження князівства до складу королівства Греція. Остаточно це рішення було закріплено Лондонським договором 1913 року.

## Адміністрація
Являло собою монархію, на чолі якої стояв князь (в османській ієрархії носив титул ефенді), що призначався османським султаном. За віросповіданням він обов'язково повинен був бути православним. Зазвичай призначали румунів, греків-фанаріотів, сербів. Він представляв виконавчу владу. Князь призначав на державні посади, мав право видавати закони, головував на Генеральній Асамблеї, керував жандармерією. З 1900 року каденція князів Самосу зазвичай тривала близько 2 років.
В прийнятті рішень брав участь Сенат (Βουλὴ), що мав складався з 4 членів, які обиралися з 8 кандидатів, що представляли чотири райони острова: Ваті, Хору, Марафокампос і Неон-Карловасі. Законодавча влада (Генеральна Асамблея) була представлена палатою з 36 депутатів (Πληρεξούσιοι) під головуванням митрополита. Вона обиралася на 3 роки. Під контролем Генеральної асамблеї знаходилися фінанси князівства та розподіл землі на острові.

### Князі
- Штефан Воґоріде (1833—1850)
- Александрос Каллімахіс (1850—1854)
- Йон Ґіка (1854—1859)
- Мільтіадіс Арістархіс (1859—1866)
- Павлос Мусурус (1866—1873)
- Георгіс Геордіадіс (1873)
- Константінос Адосідіс (1873—1874), вперше
- Константінос Фотіадіс (1874—1879)
- Константінос Адосідіс (1879—1885), вдруге
- Олександр Каратеодорі (1885—1895)
- Джорде Берович (1895—1896)
- Стефанос Мусурус (1896—1899)
- Константінос Вагіаніс (1899—1900)
- Михайло Григоріадіс (1900—1902)
- Александрос Маврогеніс (1902—1904)
- Йонніс Вітинос (1904—1906)
- Константінос Каратеодоріс (1906—1907)
- Георгіс Геордіадіс (1907—1908)
- Андреас Копасіс (1908—1912)
- Грігоріос Веглеріс (1912)

## Населення
За відомостями 1894 року на острові мешкало 48 666 осіб, крім того, 13 500 самосців жили на малоазійському березі. За даними 1900 року населення острова становило близько 54 830 жителів. У князівстві жило 634 іноземці: 523 греки, 13 німців, 29 французів, 28 австрійців і 24 — інших національностей.
За даними перепису 1902 року населення князівства становило 53 424 жителі, з яких 1197 були іноземцями (з них — 1080 греків).
Основною релігією жителів острова було православ'я.

## Економіка
Головною галуззю було садівництво. Основною статтею експорту князівства було вино. Також Самос експортував шовк, оливкову олію, родзинки та інші сухофрукти. Невеличкі поклади цинку, сріблястого свинцю, заліза, стибію, проте вони майже не розроблялися. Втім добували так зване «самоське каміння», яке використовували в поліруванні золота, і «самоську землю», яку використовували в медичних цілях. Імпортувалися переважно хліб, борошно, тканини. Розвитку торгівлі сприяло наявність власного флоту, яким відправлялися товари. Самоський торговельний флот нараховував 742 судна місткістю 7813 т. Також до скарбниці князівства поступали митні збори з суден, що заходили в порт Самоса.
Валютою князівства Самос були османські піастри. Експорт становив від 11,8 до 26,3 млн піастрів, а імпорт — від 14 і 21,7 млн піастрів. Недостатньо розвинена економіка, що не відповідала тогочасним реаліям призводила до постійного дефіцітудержавного бюджета, що складав близько 2 млн піастрів.